# Aire urbaine d'Avignon
L'aire urbaine d'Avignon est une aire urbaine française centrée sur l'unité urbaine d'Avignon. Composé de 97 communes selon le découpage effectué par l'INSEE en 2010, elle occupait à cette date le 16e rang français par sa population.
En 2020, l'Insee définit un nouveau zonage d'étude : les aires d'attraction des villes. L'aire d'attraction d'Avignon remplace désormais son aire urbaine, avec un périmètre différent.

## Composition

### Composition selon le découpage de 2010
Composé de 97 communes selon le découpage effectué par l'INSEE en 2010, elle occupait à cette date le 16e rang français par sa population.

### Composition et statistique selon le découpage de 1999
D'après la définition qu'en donne l'Insee, l'aire urbaine d'Avignon est composée de 44 communes, situées dans les Bouches-du-Rhône, le Gard et le Vaucluse, donc à cheval sur les régions administratives de Provence-Alpes-Côte-d'Azur et d'Occitanie.
Alors que ses 290 525 habitants faisaient d'elle la 30e aire urbaine de France en 1999, son développement a été rapide pour lui octroyer, avec 316 026 habitants, la 25e place en 2008.
L'unité urbaine, quant à elle, comptait 316 026 habitants en 2008, ce qui la place à la 21e place française juste entre Rennes (20e) et Orléans (22e), soit une progression de 3 places depuis 1999.
22 communes de l'aire urbaine font partie de son pôle urbain.

## Composition selon le découpage de 1999
Le tableau suivant détaille la répartition de l'aire urbaine sur les départements (les pourcentages s'entendent en proportion du département) :
| Département      | Communes | Communes (%) | Superficie (km²) | Superficie (%) | Population (2008) | Population (%) |
| ---------------- | -------- | ------------ | ---------------- | -------------- | ----------------- | -------------- |
| Bouches-du-Rhône | 4        | 3,4          | 92,27            | 1,8            | 26 369            | 1,3            |
| Gard             | 8        | 2,3          | 142,27           | 2,4            | 36 209            | 5,2            |
| Vaucluse         | 32       | 21,2         | 642,70           | 18,0           | 253 488           | 46,7           |

### Communes
Voici la liste des communes françaises de l'aire urbaine d'Avignon.
| Code INSEE | Commune                      | Type                  | Département      | Superficie (km²) | Population (2022) | Densité (hab./km²) |
| ---------- | ---------------------------- | --------------------- | ---------------- | ---------------- | ----------------- | ------------------ |
| 13010      | Barbentane                   | Pôle urbain           | Bouches-du-Rhône | +0027,13         | 4 262             | 157                |
| 13027      | Châteaurenard                | Pôle urbain           | Bouches-du-Rhône | +0034,95         | 16 668            | 477                |
| 13036      | Eyragues                     | Pôle urbain           | Bouches-du-Rhône | +0020,78         | 4 289             | 206                |
| 13083      | Rognonas                     | Pôle urbain           | Bouches-du-Rhône | +0009,41         | 4 186             | 445                |
| 30011      | Les Angles                   | Pôle urbain           | Gard             | +0017,77         | 8 694             | 489                |
| 30103      | Domazan                      | Commune monopolarisée | Gard             | +0011,42         | 966               | 85                 |
| 30107      | Estézargues                  | Commune monopolarisée | Gard             | +0011,59         | 605               | 52                 |
| 30209      | Pujaut                       | Commune monopolarisée | Gard             | +0023,5          | 3 911             | 166                |
| 30217      | Rochefort-du-Gard            | Commune monopolarisée | Gard             | +0034,03         | 8 067             | 237                |
| 30312      | Sauveterre                   | Commune monopolarisée | Gard             | +0013,09         | 2 013             | 154                |
| 30315      | Saze                         | Commune monopolarisée | Gard             | +0012,6          | 2 097             | 166                |
| 30351      | Villeneuve-lès-Avignon       | Pôle urbain           | Gard             | +0018,27         | 12 950            | 709                |
| 84001      | Althen-des-Paluds            | Pôle urbain           | Vaucluse         | +0006,4          | 2 881             | 450                |
| 84004      | Aubignan                     | Pôle urbain           | Vaucluse         | +0015,7          | 5 962             | 380                |
| 84007      | Avignon                      | Pôle urbain           | Vaucluse         | +0064,78         | 91 760            | 1 416              |
| 84011      | Le Beaucet                   | Commune monopolarisée | Vaucluse         | +0009,04         | 381               | 42                 |
| 84016      | Bédarrides                   | Pôle urbain           | Vaucluse         | +0024,79         | 5 521             | 223                |
| 84018      | Blauvac                      | Commune monopolarisée | Vaucluse         | +0020,8          | 555               | 27                 |
| 84030      | Caromb                       | Commune monopolarisée | Vaucluse         | +0017,98         | 3 469             | 193                |
| 84031      | Carpentras                   | Pôle urbain           | Vaucluse         | +0037,92         | 30 854            | 814                |
| 84034      | Caumont-sur-Durance          | Commune monopolarisée | Vaucluse         | +0018,23         | 5 499             | 302                |
| 84036      | Châteauneuf-de-Gadagne       | Commune monopolarisée | Vaucluse         | +0013,48         | 3 495             | 259                |
| 84041      | Crillon-le-Brave             | Commune monopolarisée | Vaucluse         | +0007,63         | 489               | 64                 |
| 84043      | Entraigues-sur-la-Sorgue     | Pôle urbain           | Vaucluse         | +0016,57         | 8 888             | 536                |
| 84055      | Jonquerettes                 | Pôle urbain           | Vaucluse         | +0002,57         | 1 597             | 621                |
| 84067      | Loriol-du-Comtat             | Pôle urbain           | Vaucluse         | +0011,29         | 2 481             | 220                |
| 84070      | Malemort-du-Comtat           | Commune monopolarisée | Vaucluse         | +0011,92         | 1 952             | 164                |
| 84072      | Mazan                        | Commune monopolarisée | Vaucluse         | +0037,92         | 6 272             | 165                |
| 84075      | Méthamis                     | Commune monopolarisée | Vaucluse         | +0036,81         | 453               | 12                 |
| 84077      | Modène                       | Commune monopolarisée | Vaucluse         | +0004,73         | 461               | 97                 |
| 84080      | Monteux                      | Pôle urbain           | Vaucluse         | +0039,02         | 13 159            | 337                |
| 84081      | Morières-lès-Avignon         | Pôle urbain           | Vaucluse         | +0010,35         | 8 996             | 869                |
| 84082      | Mormoiron                    | Commune monopolarisée | Vaucluse         | +0025,03         | 1 882             | 75                 |
| 84088      | Pernes-les-Fontaines         | Pôle urbain           | Vaucluse         | +0051,12         | 10 433            | 204                |
| 84092      | Le Pontet                    | Pôle urbain           | Vaucluse         | +0010,77         | 17 985            | 1 670              |
| 84101      | La Roque-sur-Pernes          | Commune monopolarisée | Vaucluse         | +0011,03         | 431               | 39                 |
| 84108      | Saint-Didier                 | Commune monopolarisée | Vaucluse         | +0003,62         | 2 192             | 606                |
| 84109      | Saint-Hippolyte-le-Graveyron | Commune monopolarisée | Vaucluse         | +0004,94         | 170               | 34                 |
| 84115      | Saint-Pierre-de-Vassols      | Commune monopolarisée | Vaucluse         | +0004,93         | 504               | 102                |
| 84119      | Saint-Saturnin-lès-Avignon   | Pôle urbain           | Vaucluse         | +0006,25         | 5 211             | 834                |
| 84122      | Sarrians                     | Pôle urbain           | Vaucluse         | +0037,49         | 5 834             | 156                |
| 84129      | Sorgues                      | Pôle urbain           | Vaucluse         | +0033,4          | 19 030            | 570                |
| 84141      | Vedène                       | Pôle urbain           | Vaucluse         | +0011,18         | 11 799            | 1 055              |
| 84143      | Venasque                     | Commune monopolarisée | Vaucluse         | +0035,01         | 1 069             | 31                 |
|            | Total                        |                       |                  | +0877,24         | 340 373           | 388                |

## Évolution démographique
L'évolution démographique ci-dessous concerne l'aire urbaine selon le périmètre défini en 2010.
| 1968    | 1975    | 1982    | 1990    | 1999    | 2007    | 2012    | 2017    |
| ------- | ------- | ------- | ------- | ------- | ------- | ------- | ------- |
| 326 068 | 362 736 | 394 608 | 431 712 | 464 888 | 506 649 | 515 536 | 530 267 |